# The Chicken House
The Chicken House ist ein britischer Kinderbuchverlag. Seit 2005 ist er ein Imprint des weltgrößten Kinderbuchverlags, der US-amerikanischen Scholastic Corporation.

## Geschichte
Der Verlag mit Hauptsitz in Bristol wurde im Jahr 2000 von Barry Cunningham zusammen mit Rachel Hickman gegründet. Cunningham war zuvor bei Bloomsbury Publishing Managing Director der Kinderbuchsparte und dort 1997 der Entdecker von Joanne K. Rowling und ihrer Harry-Potter-Reihe. Anfangs war The Chicken House ein Joint Venture mit der dänischen Egmont-Gruppe und lief dort als eigenständiges Imprint. Bis 2004 konnteThe Chicken House sich jedoch vollständig aus der Partnerschaft mit Egmont herauskaufen.
2005 verkaufte Cunningham The Chicken House an den weltgrößten Kinderbuchverlag, die amerikanische Scholastic Corporation, welche die Rechte an der Harry-Potter-Reihe in den Vereinigten Staaten besitzt. Cunningham ist jedoch nach wie vor Verleger und Geschäftsführer (Managing Director) des als eigenständige Geschäftseinheit im Konzern weiterbestehenden Imprints. 2008 gründete The Chicken House zusammen mit dem deutschen Carlsen Verlag, der zur schwedischen Bonnier-Gruppe gehört und die Lizenzrechte an der Harry-Potter-Reihe in Deutschland besitzt, das Gemeinschaftsunternehmen Chicken House Deutschland mit Sitz in Hamburg.
2007 startete The Chicken House zusammen mit der Times einen Schreibwettbewerb für Kinder- und Jugendbuchautoren. Chicken House Deutschland rief 2010 einen ähnlichen Wettbewerb zur Nachwuchsgewinnung in Zusammenarbeit mit der deutschen FAZ („Der Goldene Pick“) ins Leben.
Im Januar 2012 gründete The Chicken House ein Gemeinschaftsunternehmen mit dem im niederländischen Vianen ansässigen Kinderbuchverlag The House of Books. Das Imprint trägt den Namen Chicken House of Books (zuweilen auch Chicken House Nederland genannt). Es bringt seit 2013 niederländische Ausgaben aller bei Chicken House neu erscheinenden Titel heraus.

## Programm und Markterfolge
Zu den bisher größten Markterfolgen des Verlages The Chicken House zählen die Bücher der deutschen Cornelia Funke mit einer Auflage von mehreren Millionen Exemplaren und mehrere „New York Times Bestseller“. Zu den Autoren, die Cunningham verlegt, zum Teil auch erst entdeckte und förderte, zählen außerdem Kevin Brooks, Andreas Steinhöfel, Kerstin Gier, Kirsten Boie, Emily Diamand, Zoran Drvenkar, Roderick Gordon/Brian Williams (Tunnel), Rachel Ward, Melvin Burgess, Michelle Paver und andere.
Der Schwerpunkt des Verlagsprogramms von Chicken House Deutschland liegt auf Büchern für Acht- bis Zwölfjährige, mit Betonung der Zielgruppe Jungen.